# 安爵
安爵是太平天國爵位之一，位於義爵之下、福爵之上，在六等爵中位列第二。
安爵之名號為太平天國獨創，其得名於洪仁發的封號「安王」。1856年天京事變後，石達開入京輔政。為牽制石達開，洪秀全冊封自己的兄長洪仁發為「安王」、洪仁達為「福王」。石達開逃離天京後，洪秀全撤銷洪仁發、洪仁達的王爵，並宣稱此後「永不封王」，隨後開創義爵、安爵等六等爵。
安爵的頭銜之前加「天」字，再冠以一字以示區別，例如贊天安蒙得恩、成天安陳玉成等。在創設初期，義爵和安爵並稱「義安」，曾是太平天國非常崇高的爵位。1860年以後，由於濫加封賞，地位逐漸卑下。
太平天國婦女亦有六等爵，女六爵第二等為女貞安，與安爵對應。